# Scaevola (planta)
Scaevola é um género de plantas com flores na família Goodenia, Goodeniaceae. É composto por mais de 130 espécies, com o centro de diversidade sendo a Austrália e a Polinésia. Existem cerca de 80 espécies na Austrália, ocorrendo em todo o continente, em uma variedade de habitats. A diversidade é maior no sudoeste, onde cerca de 40 espécies são endêmicas.
Os nomes comuns para as espécies de Scaevola incluem scaevolas, flores em leque, meias-flores e naupaka, o nome havaiano das plantas. As flores têm o formato de que foram cortadas ao meio. Consequentemente, o nome genérico significa "canhota" em latim. Muitas lendas havaianas foram contadas para explicar a formação do formato das flores. Em uma versão, uma mulher rasga a flor ao meio após uma briga com seu amante. Os deuses, irritados, transformam todas as flores naupaka em meias flores e os dois amantes permanecem separados enquanto o homem está destinado a procurar em vão por outra flor inteira.

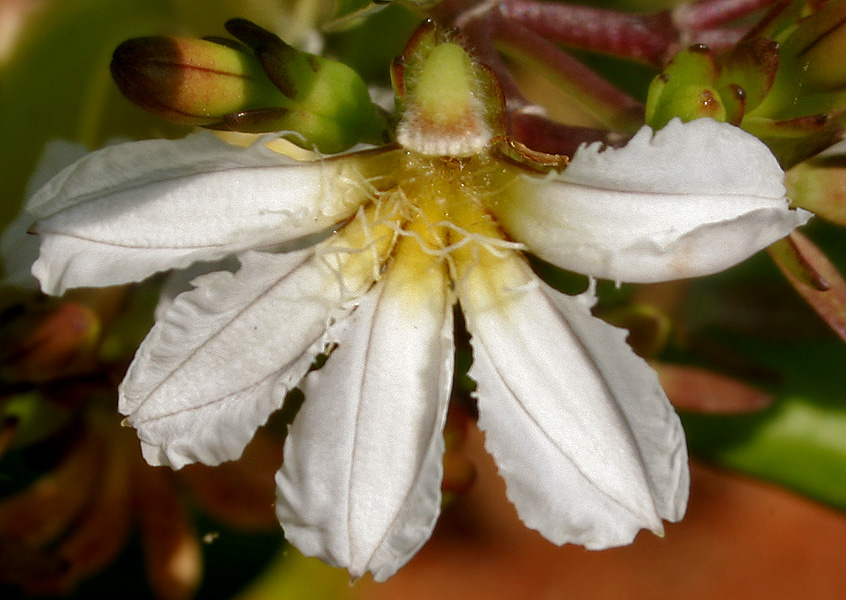
Scaevola taccada no distrito de Rangareddy de Andhra Pradesh, Índia

Scaevola é o único género Goodeniaceae difundido fora da Austrália. Em pelo menos seis dispersões separadas, cerca de 40 espécies se espalharam pela Bacia do Pacífico, com algumas alcançando as costas tropicais dos oceanos Atlântico e Índico.
As ilhas havaianas são o lar de dez espécies de Scaevola, nove das quais são endêmicas. Oito das espécies indígenas são o resultado de um único evento de colonização. Scaevola glabra e Scaevola taccada chegaram separadamente para produzir um total de três colonizações do Havaí por Scaevola. Algumas das espécies endêmicas são de origem híbrida.
Beach naupaka ( Scaevola taccada sinônimo S. sericea ) ocorre em todo o Pacífico e Oceano Índico e é considerada uma espécie invasora na Flórida, EUA, e em algumas ilhas do Caribe, incluindo as Ilhas Cayman e Bahamas. Beachberry ou Inkberry ( Scaevola plumieri ) é comum ao longo da costa atlântica das Américas tropicais e da África ; no entanto, está se tornando mais raro em áreas onde S. taccada está substituindo plantas costeiras nativas.
A maioria dos Scaevola australianas tem frutos secos e habitats extensos, herbáceos a arbustivos. Em contraste, quase todas as espécies fora da Austrália têm habitats arbustivos com frutas carnudas, facilitando a dispersão pelos frugívoros.
O fungo saco patogênico de plantas Mycosphaerella scaevolae foi descoberto em uma flor em leque de Scaevola.
Na Europa, Scaevola aemula é uma planta de recipiente e cama bastante comum, geralmente cultivada anualmente.

## Taxonomia
O gênero Scaevola foi descrito pela primeira vez por Carl Linnaeus em 1771. Ele não explicou a origem do nome do gênero. É considerada uma alusão à forma unilateral da flor, que possui uma corola tubular de cinco lóbulos; scaevus em latim significa 'canhoto'. Linnaeus criou o género para uma espécie que ele havia descrito anteriormente como Lobelia plumieri, que é, portanto, a espécie-tipo. Linnaeus não usou explicitamente o epíteto específico plumieri em combinação com o gênero Scaevola ; a combinação Scaevola plumieri foi publicada pela primeira vez por Martin Vahl em 1791.

### Espécies

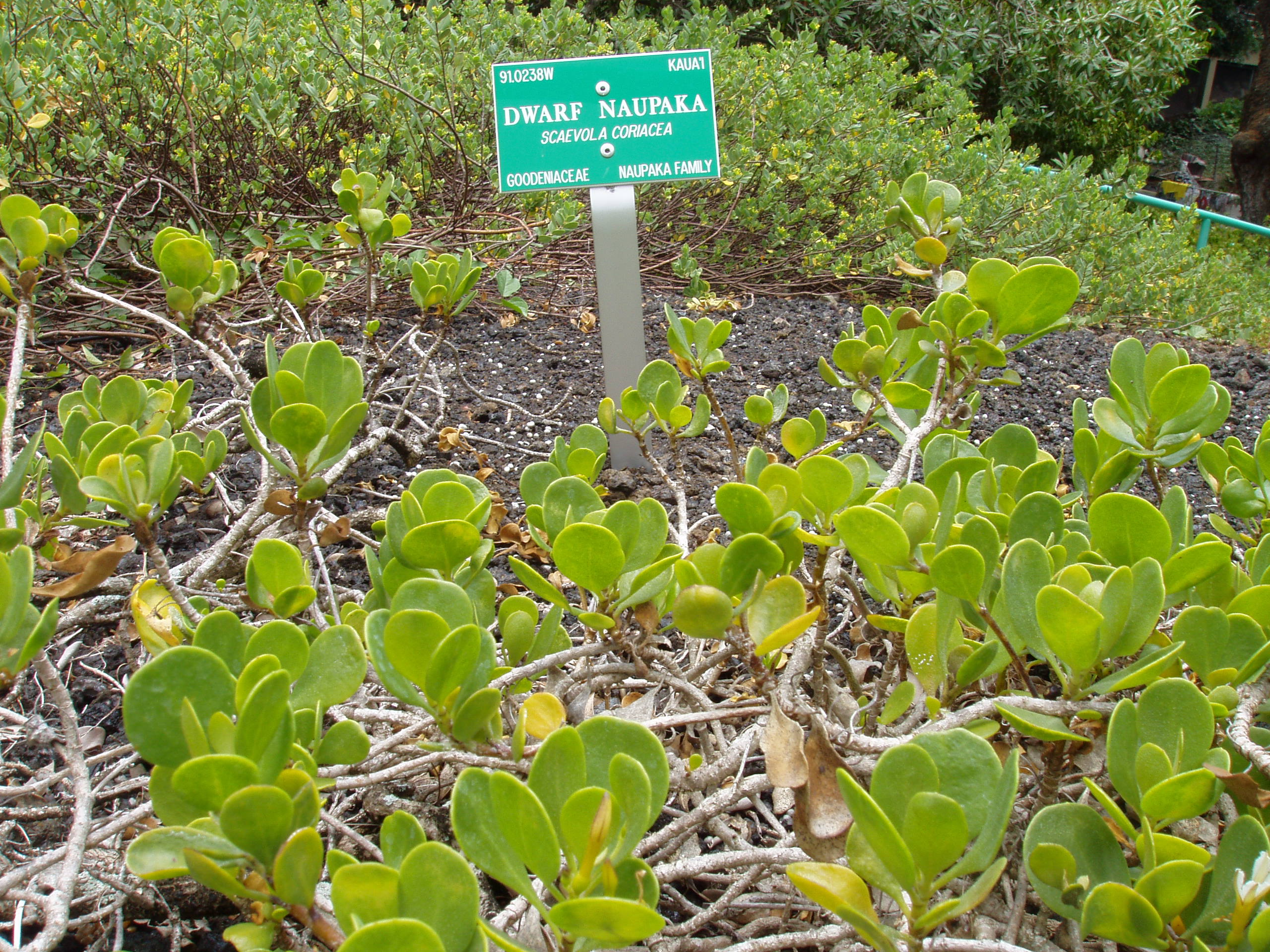
Scaevola coriacea (Dwarf Naupaka) no Jardim Botânico Liliʻuokalani, Honolulu

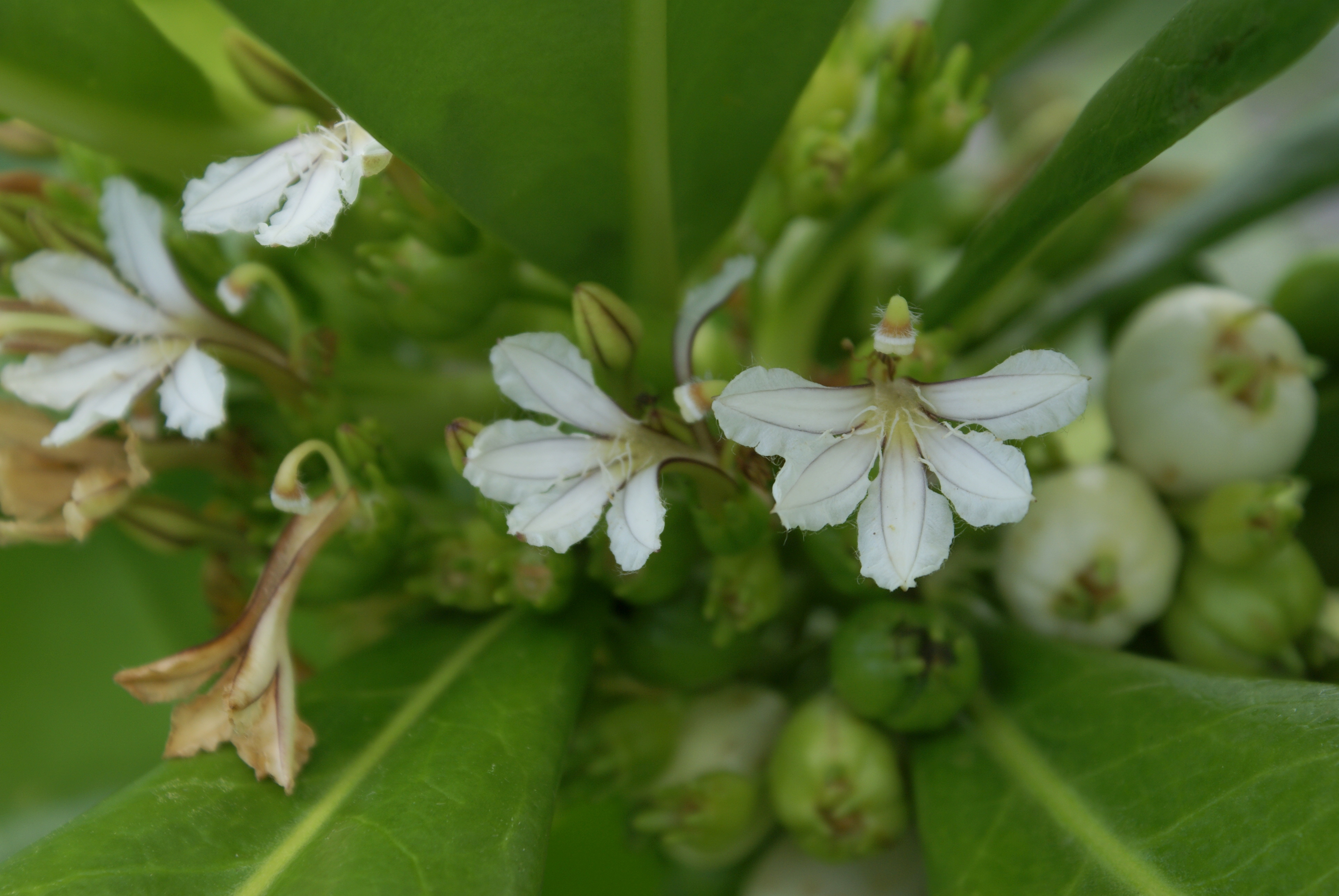
Flores de Scaevola taccada (Praia Naupaka)

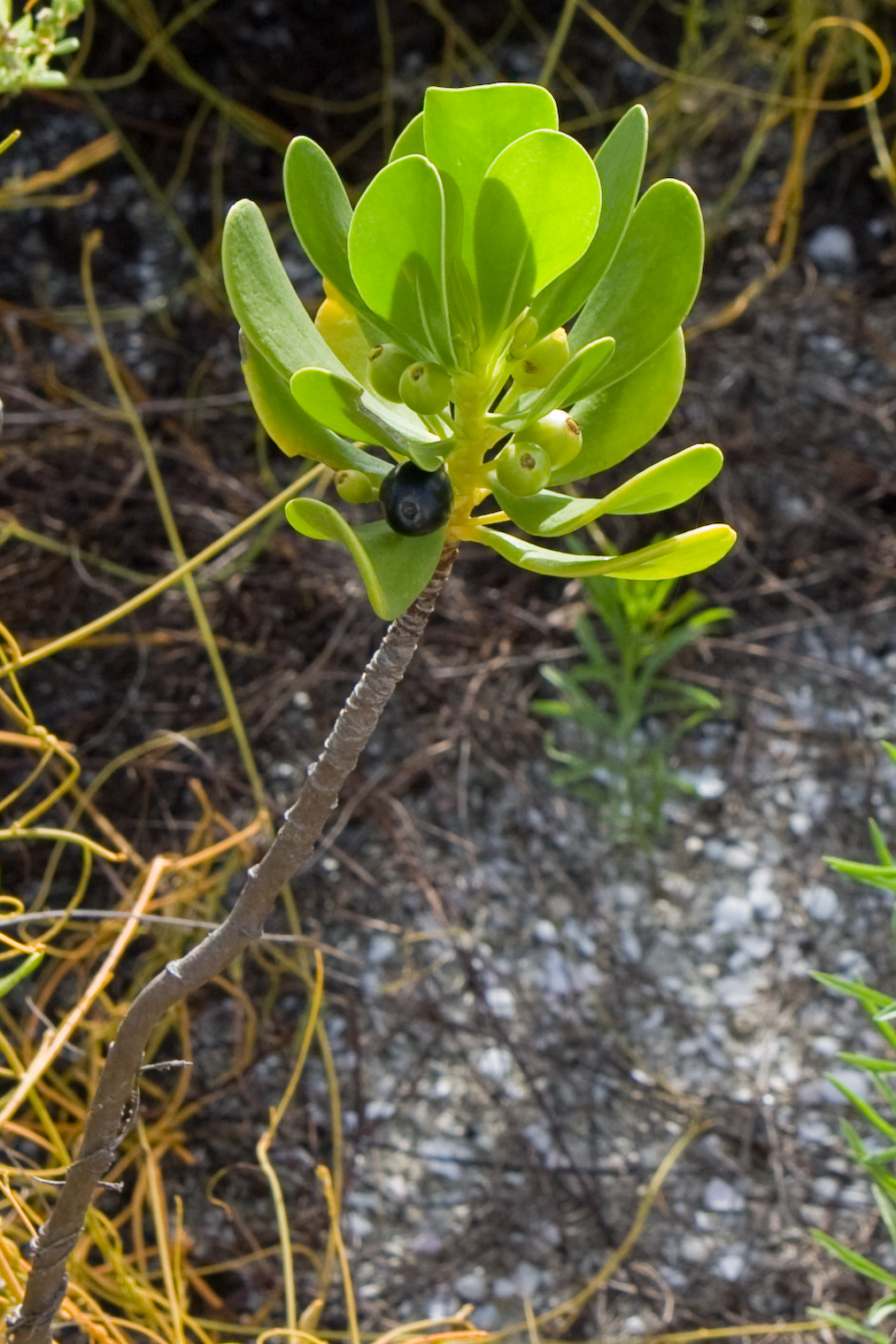
Scaevola plumieri com drupas maduras e verdes no Honeymoon Island State Park, Dunedin, Flórida

Desde janeiro de 2020 a, Plants of the World Online aceitou as seguintes espécies:
- Scaevola acacioides Carolin
- Scaevola aemula R.Br.
- Scaevola albida (Sm.) Druce
- Scaevola amblyanthera F.Muell.
- Scaevola anchusifolia Benth.
- Scaevola angulata R.Br.
- Scaevola angustata Carolin
- Scaevola archeriana L.W.Sage
- Scaevola arenaria E.Pritz.
- Scaevola argentea Carolin
- Scaevola auriculata Benth.
- Scaevola balansae Guillaumin
- Scaevola ballajupensis L.W.Sage
- Scaevola barrierei A.S.Wulff & Munzinger
- Scaevola basedowii Carolin
- Scaevola beckii Zahlbr.
- Scaevola brookeana F.Muell.
- Scaevola browniana Carolin
- Scaevola bursariifolia J.M.Black
- Scaevola calendulacea (Andrews) Druce
- Scaevola calliptera Benth.
- Scaevola canescens Benth.
- Scaevola × cerasifolia Skottsb.
- Scaevola chamissoniana Gaudich.
- Scaevola chanii K.M.Wong
- Scaevola chrysopogon Carolin
- Scaevola coccinea Däniker
- Scaevola collaris F.Muell.
- Scaevola collina J.M.Black ex E.L.Robertson
- Scaevola coriacea Nutt.
- Scaevola crassifolia Labill.
- Scaevola cuneiformis Labill.
- Scaevola cunninghamii DC.
- Scaevola cylindrica Schltr. & K.Krause
- Scaevola densifolia Carolin
- Scaevola depauperata R.Br.
- Scaevola enantophylla F.Muell.
- Scaevola eneabba Carolin
- Scaevola erosa Guillaumin
- Scaevola floribunda A.Gray
- Scaevola gaudichaudiana Cham.
- Scaevola gaudichaudii Hook. & Arn.
- Scaevola glabra Hook. & Arn.
- Scaevola glabrata Carolin
- Scaevola glandulifera DC.
- Scaevola globosa (Carolin) Carolin
- Scaevola globulifera Labill.
- Scaevola glutinosa Carolin
- Scaevola gracilis Hook.f.
- Scaevola graminea Ewart & A.H.K.Petrie
- Scaevola hainanensis Hance
- Scaevola hamiltonii K.Krause
- Scaevola hobdyi W.L.Wagner
- Scaevola hookeri F.Muell. ex Hook.f.
- Scaevola humifusa de Vriese
- Scaevola humilis R.Br.
- Scaevola kallophylla G.J.Howell
- Scaevola kilaueae O.Deg.
- Scaevola laciniata F.M.Bailey
- Scaevola lanceolata Benth.
- Scaevola linearis R.Br.
- Scaevola longifolia de Vriese
- Scaevola macrophylla (de Vriese) Benth.
- Scaevola macropyrena I.H.Müll.
- Scaevola macrostachya Benth.
- Scaevola marquesensis F.Br.
- Scaevola micrantha C.Presl
- Scaevola microcarpa Cav.
- Scaevola microphylla Benth.
- Scaevola mollis Hook. & Arn.
- Scaevola montana Labill.
- Scaevola muluensis K.M.Wong
- Scaevola myrtifolia (de Vriese) K.Krause
- Scaevola neoebudica Guillaumin
- Scaevola nitida R.Br.
- Scaevola nubigena Lauterb.
- Scaevola obovata Carolin
- Scaevola oldfieldii F.Muell.
- Scaevola oppositifolia Roxb.
- Scaevola ovalifolia R.Br.
- Scaevola oxyclona F.Muell.
- Scaevola paludosa R.Br.
- Scaevola parvibarbata Carolin
- Scaevola parviflora K.Krause
- Scaevola parvifolia F.Muell. ex Benth.
- Scaevola pauciflora Leenh.
- Scaevola paulayi Fosberg
- Scaevola phlebopetala F.Muell.
- Scaevola pilosa Benth.
- Scaevola platyphylla Lindl.
- Scaevola plumieri (L.) Vahl
- Scaevola porocarya F.Muell.
- Scaevola porrecta A.C.Sm.
- Scaevola procera Hillebr.
- Scaevola pulchella Carolin
- Scaevola pulvinaris K.Krause
- Scaevola racemigera Däniker
- Scaevola ramosissima (Sm.) K.Krause
- Scaevola repens de Vriese
- Scaevola restiacea Benth.
- Scaevola revoluta R.Br.
- Scaevola sericophylla F.Muell. ex Benth.
- Scaevola socotraensis H.St.John
- Scaevola spicigera Carolin
- Scaevola spinescens R.Br.
- Scaevola striata R.Br.
- Scaevola subcapitata F.Br.
- Scaevola taccada (Gaertn.) Roxb.
- Scaevola tahitensis Carlquist
- Scaevola tenuifolia Carolin
- Scaevola thesioides Benth.
- Scaevola tomentosa Gaudich.
- Scaevola tortuosa Benth.
- Scaevola verticillata Leenh.
- Scaevola virgata Carolin
- Scaevola wrightii (Griseb.) M.Gómez
- Scaevola xanthina K.A.Sheph. & Hislop